# Åsa Träff
Åsa Träff (* 1970) ist eine schwedische Schriftstellerin und  Psychologin.

## Leben
Åsa Träff wurde sehr früh Mutter und machte auf dem zweiten Bildungsweg ihr Abitur, dem ein Studium der Psychologie folgte. Derzeit ist sie in einer Gemeinschaftspraxis in Stockholm als Psychologin tätig und betreut verhaltensauffällige Patienten.
Im Jahr 2009 veröffentlichte sie gemeinsam mit ihrer älteren Schwester Camilla Grebe den ersten Teil der Siri-Bergmann-Buchreihe: Die Therapeutin, dem 2010 der zweite Band Das Trauma und 2013 Bevor du stirbst folgte. 2011 erschienen die ersten beiden Bände und am 25. Februar 2013 der dritte Band auch in deutscher Sprache. Die beiden ersten Teile sind bereits als Hörbücher (Sprecherin: Tanja Geke) erschienen.
Åsa Träff ist verheiratet und lebt mit zwei Kindern in Gnesta, südlich von Stockholm.

## Werke
- mit Camilla Grebe: Die Therapeutin. btb, München 2011, ISBN 978-3-442-74183-0.
- mit Camilla Grebe: Das Trauma. btb, München 2011, ISBN 978-3-442-75259-1.
- mit Camilla Grebe: Bevor du stirbst. btb, München 2013, ISBN 978-3-442-75369-7.